# Parque de la Vaguada (Madrid)
El parque de la Vaguada es un parque público ubicado en el Barrio del Pilar, en el distrito de Fuencarral-El Pardo, en Madrid, España. Se localiza entre las avenidas de Monforte de Lemos, la avenida de la Ilustración (M-30) y la avenida Betanzos.
Dentro del parque se encuentra la Junta del distrito de Fuencarral-El Pardo, el centro de salud La Vaguada, la biblioteca pública municipal José Saramago, el polideportivo público municipal La Vaguada y el Teatro de Madrid, actualmente clausurado. Se ubica junto al Centro Comercial La Vaguada.
En este parque se llevan a cabo todos los años en octubre las Fiestas del Barrio del Pilar.

## Historia
Hasta la década de 1970, la Vaguada era un espacio aún, por el cual discurría el arroyo de la Veguila. La promotora Banús pretendía vender ese espacio para la construcción de un centro comercial. En 1974 se inició un movimiento vecinal pidiendo equipamientos públicos, produciéndose protestas ciudadanas duramente reprimidas. En 1976 el movimiento vecinal se aglutinó en torno a la asociación La Vaguada es Nuestra. Pequeños comercios de toda la capital apoyaron la protesta contraria a la edificación del centro comercial. Finalmente, en 1983 se empezó a construir el centro comercial, aunque se consiguió que parte del espacio se dedicara a la construcción del centro cultural, la biblioteca, la piscina municipal, el centro de salud y el Parque de la Vaguada.
El Parque de la Vaguada fue escenario el 28 de mayo de 2011 de una asamblea ciudadana que contó con la participación de 600 a 700 personas, en el contexto de la movilización ciudadana en toda España. Se formó entonces la Asamblea del Barrio del Pilar. Las asambleas del movimiento 15M siguen celebrándose pero con menor afluencia.
En 2023 finalizan las obras de reforma del estanque principal del Parque de la Vaguada. La remodelación se corresponde con el proyecto que ganó el concurso de ideas en 2017. Como novedad se instala una pérgola para dar sombra, se remodelan las escaleras de acceso, se plantan nuevos árboles y se eleva el borde del estanque para crear asientos a lo largo de todo su límite.